# Kim Clijsters
Kim Antonie Lode Clijsters (Bilzen, 8 de junho de 1983) é uma ex-tenista profissional belga e ex-número 1 no ranking de simples e duplas simultaneamente. Considerada por muitos a melhor jogadora da bélgica de todos os tempos, e admirada por tenistas como Martina Navratilova  venceu quatro torneios Grand Slam em simples (US Open 2005, 2009, 2010 e Australian Open 2011), dois em duplas (Roland Garros 2003 e Wimbledon 2003), 3 WTA Tour Championships (Los Angeles 2002, 2003 e Doha 2010) e da Fed Cup (2001).
Tornou-se profissional em 1997, treinada por Carl Maes. Filha do ex-jogador profissional de futebol da seleção belga Lei Clijsters  e de uma ex-ginasta, Clijsters impressiona pela eficiência em conciliar ataque e defesa. Aos 24 anos, em maio de 2007, Clijsters anunciou sua aposentadoria do circuito por motivos de saúde (vinha de numerosas contusões) e para se dedicar mais à sua vida pessoal. Em julho de 2007 a tenista casou-se com o jogador de basquete Brian Lynch, com quem veio a ter uma filha, Jada.
Em 2009, Clijsters foi convidada a fazer uma partida de exibição para a inauguração do teto retrátil da quadra central de Wimbledon ao lado de Tim Henman, Steffi Graf e Andre Agassi. Após a boa apresentação na qual venceu a tenista alemã, Kim mostrou interesse em voltar ao circuito.
Logo Clijsters recebeu convite da organização do US Open, pois ainda não possuía ranking. Avançando por jogadoras como Na Li, Marion Bartoli, Venus Williams, Serena Williams e derrotando Caroline Wozniacki na final, Clijsters levou o título em Flushing Meadows coroando sua incrível volta, e tornando-se a primeira mãe, desde Evonne Goolagong em 1980, a vencer um Grand Slam, bem como a primeira convidada a levar a taça. Kim ainda tornou-se a única jogadora a ter vencido Serena Williams e Venus Williams no mesmo torneio por duas vezes (as norte-americanas que em 2008 eram segunda e terceira do ranking respectivamente).
No dia 9 de julho de 2010, Kim Clijsters bateu um novo recorde: seu jogo contra Serena Williams em Bruxelas, com 35.681 espectadores, tornou-se o maior público da história de um jogo de tênis, superando o recorde da batalha dos sexos entre Billie Jean King e Bobby Riggs 37 anos antes, em Houston.
Em 11 de fevereiro de 2011 Kim recuperou o posto de número 1 do ranking WTA por uma semana, e entrou para a história como a primeira mãe a liderar o tênis mundial. O sucesso em conciliar a carreira de tenista com a maternidade rendeu a Kim a inserção na lista das 100 pessoas mais influentes do mundo da revista TIME.
Após sete anos, ela anunciou o segundo retorno no começo de 2020. No entanto, a pandemia de pandemia de COVID-19 e lesões não trouxeram retornos, com poucas entradas em torneios e derrotas. Em abril de 2022, Clijsters oficializou o fim da carreira.

## Estilo de jogo
Clijsters é reconhecida por seus golpes profundos, poderosos e bem colocados,. Procura geralmente acertar as linhas da quadra adversária com velocidade e, desta maneira, consegue disparar winners de qualquer ponto da quadra. Seu forehand é um dos melhores e mais poderosos do circuito feminino, no entanto, por estar sempre perto dos limites, acaba muitas vezes comentendo erros não forçados. O backhand é mais consistente e ainda pesado, o que possibilita bons contra-ataques. Clijsters é ainda conhecida por defender bem em todas as superfícies. Sua defesa é caracterizada por misturar velocidade e grande elasticidade.
Ao lado de Jelena Jankovic e Svetlana Kuznetsova a tenista belga é uma das poucas jogadoras do circuito capazes de deslizar em qualquer superfície. Uma das marcas registradas de Clijsters é a defesa com abertura de pernas, para alcançar bolas anguladas, que frequentemente arranca manifestações de surpresa do público. Maria Sharapova quando entrevistada ao perder a final de Miami em 2005 para Kim disse: "Você deve ter em mente que ela poderá devolver todas as bolas." 
O saque é hoje uma das fraquezas da mamãe do circuito. Quando bem colocado consegue bons aces e, jogando com o primeiro serviço Kim possui um aproveitamento muito elevado. Porém, ela tende a se apressar entre o primeiro e o segundo serviço, resultando muitas vezes em duplas-faltas. Como ex número 1 do mundo em duplas, Clijsters possui grande facilidade em bater swing-volley ou smashs, que são alguns dos seus melhores golpes.
Na primeira fase de sua carreira o fator psicológico era considerado uma das maiores fraquezas do jogo de Clijsters e, por esta razão, ela sucumbia em jogos decisivos nos Grand Slam sem apresentar seu melhor jogo. Depois de ter se tornado mãe e iniciado sua segunda carreira, Kim parece ter superado esse problema. Hoje, ela é considerada, ao lado de Serena Williams, umas das jogadoras mais difíceis de se bater mentalmente, jogando bem na adversidade e nos momentos decisivos, como nas viradas na final de Cincinatti sobre Maria Sharapova, e na semifinal do US Open sobre Venus Williams ambas em 2010.
Clijsters é igualmente reconhecida como uma das tenistas mais queridas do circuito, com grande torcida na Austrália, nos Estados Unidos e na Europa, e ganhou 7 vezes o prêmio Karen Krantzcke Sportsmanship Award, que é resultado da votação das próprias tenistas.

## Vida pessoal
Clijsters nasceu em 8 de junho de 1983 em Bilzen, na parte flamenga da Bélgica. Ela é filha de Lei Clijsters, ex-jogador de futebol profissional, e Els Vandecaetsbeek, ginasta campeã nacional. Clijsters costuma dizer que herdou as pernas fortes de seu pai e sua flexibilidade de sua mãe. A irmã de Kim, Elke, terminou 2002 como a campeã juvenil mundial em duplas pela ITF, e se aposentou em 2004, devido a lesões.
Em dezembro de 2003, Clijsters anunciou seu noivado com o tenista australiano Lleyton Hewitt, porém, eles romperam, em outubro de 2004, o relacionamento que durou quase 5 anos.
O relacionamento rendeu a Kim o carinhoso apelido Aussie Kim (Kim australiana) que, ainda hoje, é usado pela imprensa e torcida australiana. Em outubro de 2006, Clijsters, anunciou seu noivado com o jogador americano profissional de basquete Bryan Lynch. Antes, porém, aposentou-se do circuito para dedicar-se à família. Clijsters e Lynch se casaram no dia 13 de julho de 2007, em Bree, numa cerimônia privada que contou com os pais dos noivos, Elke Clijsters, e Pat Lynch, irmão de Brian.
Clijsters deu à luz a pequena Jada Ellie, no dia 27 de fevereiro de 2008. Seu pai, Lei, morreu em 4 de janeiro de 2009, de câncer de pulmão. Motivada por essas mudanças impactantes, Kim iniciou uma bem-sucedida nova carreira no tênis.

## Prêmios da WTA (WTA Awards)
- Jogadora do ano (2010)
- Serviço ao tênis (2009)
- Melhor retorno ao circuito (2009)
- Karen Krantzcke Sportsmanship Award (2009)
- Serviço ao tênis (2006)
- Humanitária do ano (2006)
- Karen Krantzcke Sportsmanship Award (2006)
- Jogadora do ano (2005)
- Melhor retorno ao circuito (2005)
- Karen Krantzcke Sportsmanship Award (2005)
- Serviço ao tênis (2003)
- Karen Krantzcke Sportsmanship Award (2003)
- Karen Krantzcke Sportsmanship Award (2002)
- Karen Krantzcke Sportsmanship Award (2001)
- Karen Krantzcke Sportsmanship Award (2000)
- Revelação do ano (1999) 

## Aposentadoria
Em 2012, ela anuncia nova aposentadoria. Seu último torneio foi o Aberto dos Estados Unidos. A sua partida de despedida aconteceu no dia 12 de Dezembro de 2012. Diante de um estádio lotado na cidade de Antuérpia, na Bélgica, a ex-número um do mundo venceu a norte-americana Venus Williams, uma de suas maiores rivais, após duplo 6/3. Em seu discurso de despedida, Clijsters agradeceu a presença de Venus. Assim foram as palavras ditas por ela: "Venus, foi um prazer receber você aqui esta noite e tem sido uma honra jogar contra você ao longo dos últimos 15 anos. Você tem sido uma inspiração para mim e é sempre um prazer te enfrentar".

## Segundo retorno
Após sete anos aposentada, Clijsters retornou ao tênis profissional em fevereiro de 2020, no WTA de Dubai, como convidada. Foi derrotada pela então vice-campeã do Australian Open, a espanhola  Garbiñe Muguruza, na estreia. A seguir, aceitou o wild card do torneio em Monterrey; perdeu em sets diretos para a britânica Johanna Konta. Devido à pandemia de COVID-19, nenhum evento ocorreu de março a julho. A belga recebeu convite para o inaugural WTA de Lexington nas duas modalidades (em duplas, firmou parceria com Sabine Lisicki). No US Open, outro convite para a chave principal. Foi eliminada logo de cara, em três sets, para a russa Ekaterina Alexandrova. Em outubro, passou por uma cirurgia no joelho e não competiu mais em 2020.
Clijsters desistiu do WTA de Miami de 2021, afirmando que não se sentia pronta para competir depois da cirurgia, além de ter contraído COVID em janeiro do mesmo ano. O primeiro compromisso do ano foi em setembro, no WTA de Chicago, entrado via wild card. Foi derrotada por Hsieh Su-wei em três sets. Também participou de duplas, ao lado da belga Kirsten Flipkens, mas não passou da estreia. Foi para Indian Wells (que neste ano ocorreu excepicionalmente em outubro, em vez de março): enfrentou Kateřina Siniaková e declinou em três sets. Ainda disputou o World Team Tennis, torneio amistoso por equipes norte-americano, convocada pelo New York Empire.
Com muitos torneios adiados por causa da pandemia, Clijsters só conseguiu disputar cinco jogos nos dois anos em que retornou ao circuito. Em 12 de abril de 2022, ela anunciou que estava interrompendo seu retorno e novamente se aposentando do tênis, citando o desejo de aproveitar mais a vida familiar.

## Principais finais

### Grand Slam

#### Simples: 8 finais (4 títulos, 4 vices)
| Resultado | Ano  | Campeonato           | Piso   | Oponente           | Placar          |
| --------- | ---- | -------------------- | ------ | ------------------ | --------------- |
| Vice      | 2001 | Aberto da França     | Saibro | Jennifer Capriati  | 6–1, 4–6, 10–12 |
| Vice      | 2003 | Aberto da França (2) | Saibro | Justine Henin      | 0–6, 4–6        |
| Vice      | 2003 | US Open              | Duro   | Justine Henin      | 5–7, 1–6        |
| Vice      | 2004 | Australian Open      | Duro   | Justine Henin      | 3–6, 6–4, 3–6   |
| Campeã    | 2005 | US Open              | Duro   | Mary Pierce        | 6–3, 6–1        |
| Campeã    | 2009 | US Open (2)          | Duro   | Caroline Wozniacki | 7–5, 6–3        |
| Campeã    | 2010 | US Open (3)          | Duro   | Vera Zvonareva     | 6–2, 6–1        |
| Campeã    | 2011 | Australian Open      | Duro   | Li Na              | 3–6, 6–3, 6–3   |

#### Duplas: 3 finais (2 títulos, 1 vice)
| Resultado | Ano  | Campeonato       | Piso   | Parceira    | Oponentes                           | Placar             |
| --------- | ---- | ---------------- | ------ | ----------- | ----------------------------------- | ------------------ |
| Vice      | 2001 | Wimbledon        | Grama  | Ai Sugiyama | Lisa Raymond Rennae Stubbs          | 4–6, 3–6           |
| Campeã    | 2003 | Aberto da França | Saibro | Ai Sugiyama | Virginia Ruano Pascual Paola Suárez | 6–7(5–7), 6–2, 9–7 |
| Campeã    | 2003 | Wimbledon        | Grama  | Ai Sugiyama | Virginia Ruano Pascual Paola Suárez | 6–4, 6–4           |

#### Duplas Mistas: 1 final (1 vice)
| Resultado | Ano  | Campeonato | Piso  | Parceiro       | Oponentes                  | Placar        |
| --------- | ---- | ---------- | ----- | -------------- | -------------------------- | ------------- |
| Vice      | 2000 | Wimbledon  | Grama | Lleyton Hewitt | Kimberly Po Donald Johnson | 4–6, 6–7(3–7) |

### Circuito WTA

#### Simples: 3 finais (3 títulos)
| Resultado | Ano  | Campeonato      | Piso     | Oponente           | Score         |
| --------- | ---- | --------------- | -------- | ------------------ | ------------- |
| Campeã    | 2002 | Los Angeles     | Duro (i) | Serena Williams    | 7–5, 6–3      |
| Campeã    | 2003 | Los Angeles (2) | Duro (i) | Amélie Mauresmo    | 6–2, 6–0      |
| Campeã    | 2010 | Doha            | Duro     | Caroline Wozniacki | 6–3, 5–7, 6–3 |

#### Duplas: 1 final (1 vice)
| Resultado | Ano  | Campeonato  | Piso     | Parceira    | Oponentes                           | Placar        |
| --------- | ---- | ----------- | -------- | ----------- | ----------------------------------- | ------------- |
| Vice      | 2003 | Los Angeles | Duro (i) | Ai Sugiyama | Virginia Ruano Pascual Paola Suárez | 4–6, 6–3, 3–6 |

## Todas as finals no circuito WTA
| Grand Slam (4)             |                 |                 |                       |                       |                       |
| WTA Tour Championships (3) |                 |                 |                       |                       |                       |
| Olimpíadas (0)             |                 |                 |                       |                       |                       |
| Antes de 2009              | Antes de 2009   | Antes de 2009   | A partir de 2009      | A partir de 2009      | A partir de 2009      |
| Tier I (5)                 | Tier I (5)      | Tier I (5)      | Premier Mandatory (1) | Premier Mandatory (1) | Premier Mandatory (1) |
| Tier II (18)               | Tier II (18)    | Tier II (18)    | Premier 5 (1)         | Premier 5 (1)         | Premier 5 (1)         |
| Tier III (7)               | Tier III (7)    | Tier III (7)    | Premier (0)           | Premier (0)           | Premier (0)           |
| Tier IV e V (1)            | Tier IV e V (1) | Tier IV e V (1) | International (1)     | International (1)     | International (1)     |

### Campeã (41)
| No. | Data         | Torneio                             | Superfície | Adversária da Final | Placar           |
| 1.  | 20 Set, 1999 | Luxemburgo                          | Carpete    | Dominique Monami    | 6-2, 6-2         |
| 2.  | 10 Jan, 2000 | Hobart                              | Rápida     | Chanda Rubin        | 2-6, 6-2, 6-2    |
| 3.  | 30 Out, 2000 | Leipzig                             | Carpete    | Elena Likhovtseva   | 7-6(6), 4-6, 6-4 |
| 4.  | 23 Jul, 2001 | Stanford                            | Rápida     | Lindsay Davenport   | 6-4, 6-7(5), 6-1 |
| 5.  | 24 Set, 2001 | Leipzig                             | Carpete    | Magdalena Maleeva   | 6-1, 6-1         |
| 6.  | 22 Out, 2001 | Luxemburgo                          | Carpete    | Lisa Raymond        | 6-2, 6-2         |
| 7.  | 29 Abr, 2002 | Hamburgo                            | Saibro     | Venus Williams      | 1-6, 6-3, 6-4    |
| 8.  | 7 Out, 2002  | Filderstadt                         | Rápida     | Daniela Hantuchová  | 4-6, 6-3, 6-4    |
| 9.  | 21 Out, 2002 | Luxemburgo                          | Carpete    | Magdalena Maleeva   | 6-1, 6-2         |
| 10. | 4 Nov, 2002  | WTA Tour Championships, Los Angeles | Carpete    | Serena Williams     | 7-5, 6-3         |
| 11. | 6 Jan, 2003  | Sydney                              | Rápida     | Lindsay Davenport   | 6-4, 6-3         |
| 12. | 3 Mar, 2003  | Indian Wells                        | Rápida     | Lindsay Davenport   | 6-4, 7-5         |
| 13. | 12 Mai, 2003 | Roma                                | Saibro     | Amélie Mauresmo     | 3-6, 7-6(3), 6-0 |
| 14. | 16 Jun, 2003 | 's-Hertogenbosch                    | Grama      | Justine Henin       | 6-7(4), 3-0 abd  |
| 15. | 21 Jul, 2003 | Stanford                            | Rápida     | Jennifer Capriati   | 4-6, 6-4, 6-2    |
| 16. | 4 Ago, 2003  | Los Angeles                         | Rápida     | Lindsay Davenport   | 6-1, 3-6, 6-1    |
| 17. | 6 Out, 2003  | Filderstadt                         | Rápida     | Justine Henin       | 5-7, 6-4, 6-2    |
| 18. | 20 Out, 2003 | Luxemburgo                          | Carpete    | Chanda Rubin        | 6-2, 7-5         |
| 19. | 3 Nov, 2003  | WTA Tour Championships, Los Angeles | Rápida     | Amélie Mauresmo     | 6-2, 6-0         |
| 20. | 9 Fev, 2004  | Paris                               | Carpete    | Mary Pierce         | 6-2, 6-1         |
| 21. | 16 Fev, 2004 | Antwerp                             | Carpete    | Silvia Farina Elia  | 6-3, 6-0         |
| 22. | 7 Mar, 2005  | Indian Wells                        | Rápida     | Lindsay Davenport   | 6-4, 4-6, 6-2    |
| 23. | 23 Mar, 2005 | Miami                               | Rápida     | Maria Sharapova     | 6-3, 7-5         |
| 24. | 13 Jun, 2005 | Eastbourne                          | Grama      | Vera Dushevina      | 7-5, 6-0         |
| 25. | 1 Ago, 2005  | Stanford                            | Rápida     | Venus Williams      | 7-5, 6-2         |
| 26. | 8 Ago, 2005  | Los Angeles                         | Rápida     | Daniela Hantuchova  | 6-4, 6-1         |
| 27. | 15 Ago, 2005 | Toronto                             | Rápida     | Justine Henin       | 7-5, 6-1         |
| 28. | 10 Set, 2005 | US Open, New York                   | Rápida     | Mary Pierce         | 6-3, 6-1         |
| 29. | 2 Out, 2005  | Luxemburgo                          | Carpete    | Anna-Lena Grönefeld | 6-2, 6-4         |
| 30. | 30 Out, 2005 | Hasselt                             | Rápida     | Francesca Schiavone | 6-2, 6-3         |
| 31. | 7 Mai, 2006  | Warsaw                              | Saibro     | Svetlana Kuznetsova | 7-5, 6-2         |
| 32. | 30 Jul, 2006 | Stanford                            | Rápida     | Patty Schnyder      | 6-4, 6-2         |
| 33. | 5 Nov, 2006  | Hasselt                             | Rápida     | Kaia Kanepi         | 6-3, 3-6, 6-4    |
| 34. | 12 Jan, 2007 | Sydney                              | Rápida     | Jelena Janković     | 4-6, 7-6(1), 6-4 |
| 35. | 12 Set, 2009 | US Open, New York                   | Rápida     | Caroline Wozniacki  | 7-5, 6-3         |
| 36. | 9 Jan, 2010  | Brisbane                            | Rápida     | Justine Henin       | 6-3,4-6,7-6(8-6) |
| 37. | 3 Abr, 2010  | Miami                               | Rápida     | Venus Williams      | 6-2, 6-1         |
| 38. | 9 Ago, 2010  | Cincinnati                          | Rápida     | Maria Sharapova     | 2-6, 7-6, 6-2    |
| 39. | 11 Set, 2010 | US Open, New York                   | Rápida     | Vera Zvonareva      | 6-2, 6-1         |
| 40. | 31 Out, 2010 | WTA Tour Championships, Doha        | Rápida     | Caroline Wozniacki  | 6-3, 5-7, 6-3    |
| 41. | 29 Jan, 2011 | Australian Open, Melbourne          | Rápida     | Na Li               | 3-6, 6-3, 6-3    |

### Vice-Campeã (19)
| No. | Data         | Torneio                    | Superfície | Adversária da Final | Placar          |
| 1.  | 18 Out, 1999 | Bratislava                 | Dura       | Amelie Mauresmo     | 3-6, 3-6        |
| 2.  | 8 Out, 2000  | Filderstadt                | Carpete    | Martina Hingis      | 0-6, 3-6        |
| 3.  | 17 Mar, 2001 | Indian Wells               | Dura       | Serena Williams     | 6-4, 4-6, 2-6   |
| 4.  | 28 Mai, 2001 | Roland Garros, Paris       | Saibro     | Jennifer Capriati   | 6-1, 4-6, 10-12 |
| 5.  | 18 Jun, 2001 | 's-Hertogenbosch           | Grama      | Justine Henin       | 4-6, 6-3, 3-6   |
| 6.  | 22 Jul, 2002 | Standford                  | Dura       | Venus Williams      | 3-6, 3-6        |
| 7.  | 22 Set, 2002 | Tóquio                     | Dura       | Serena Williams     | 6-2, 3-6, 3-6   |
| 8.  | 10 Fev, 2003 | Antuérpia                  | Carpete    | Venus Williams      | 2-6, 4-6        |
| 9.  | 2 Mar, 2003  | Scottsdale                 | Dura       | Ai Sugiyama         | 6-3, 5-7, 4-6   |
| 10. | 5 Mai, 2003  | Berlim                     | Saibro     | Justine Henin       | 4-6, 6-4, 5-7   |
| 11. | 26 Mai, 2003 | Roland Garros, Paris       | Saibro     | Justine Henin       | 0-6, 4-6        |
| 12. | 28 Jul, 2003 | San Diego                  | Rápida     | Justine Henin       | 6-3, 2-6, 3-6   |
| 13. | 25 Ago, 2003 | US Open, Nova Iorque       | Dura       | Justine Henin       | 5-7, 1-6        |
| 14. | 19 Jan, 2004 | Australian Open, Melbourne | Dura       | Justine Henin       | 3-6, 6-4, 3-6   |
| 15. | 19 Fev, 2006 | Antuérpia                  | Carpete    | Amelie Mauresmo     | 6-3, 3-6, 3-6   |
| 16. | 6 Ago, 2006  | San Diego                  | Rápida     | Maria Sharapova     | 5-7, 5-7        |
| 17. | 18 Fev, 2007 | Antuérpia                  | Carpete    | Amelie Mauresmo     | 4-6, 6-7 (4)    |
| 18. | 14 Jan, 2011 | Sydney                     | Dura       | Na Li               | 6-7 (3), 3-6    |
| 19. | 13 Fev, 2011 | Paris                      | Rápida     | Petra Kvitová       | 4-6, 3-6        |

### Campeã em duplas (11)
| No. | Data         | Torneio       | Parceira          | Adversárias da Final                | Placar           |
| 1.  | 18 Out, 1999 | Bratislava    | Laurence Courtois | Olga Barabanschikova Lilia Osterloh | 6-2, 3-6, 7-5    |
| 2.  | 21 Mai, 2000 | Antwerp       | Sabine Appelmans  | Jennifer Hopkins Petra Rampre       | 6–1, 6–1         |
| 3.  | 4 Ago, 2002  | Los Angeles   | Yelena Dokic      | Daniela Hantuchová Ai Sugiyama      | 6–3, 6-3         |
| 4.  | 27 Out, 2002 | Luxemburgo    | Janette Husarova  | Květa Hrdličková Barbara Rittner    | 4–6, 6–3, 7–5    |
| 5.  | 11 Jan, 2003 | Sydney        | Ai Sugiyama       | Conchita Martínez Rennae Stubbs     | 6–3, 6–3         |
| 6.  | 16 Fev, 2003 | Antwerp       | Ai Sugiyama       | Nathalie Dechy Émilie Loit          | 6–2, 6–0         |
| 7.  | 2 Mar, 2003  | Scottsdale    | Ai Sugiyama       | Lindsay Davenport Lisa Raymond      | 6–1, 6–4         |
| 8.  | 8 Jun, 2003  | Roland Garros | Ai Sugiyama       | Virginia Ruano Pascual Paola Suárez | 6–7(5), 6–2, 9–7 |
| 9.  | 6 Jul, 2003  | Wimbledon     | Ai Sugiyama       | Virginia Ruano Pascual Paola Suárez | 6–4, 6–4         |
| 10. | 3 Ago, 2003  | San Diego     | Ai Sugiyama       | Lindsay Davenport Lisa Raymond      | 6–4, 7–5         |
| 11. | 19 Out, 2003 | Zurique       | Ai Sugiyama       | Virginia Ruano Pascual Paola Suárez | 7–6(3), 6–2      |

### Linha do tempo
| Tournament             | 1997 | 1998 | 1999 | 2000 | 2001 | 2002 | 2003 | 2004 | 2005 | 2006 | 2007 | 2008 | 2009 | 2010 | 2011 | 2012 | Career SR | Career W-L |
| ---------------------- | ---- | ---- | ---- | ---- | ---- | ---- | ---- | ---- | ---- | ---- | ---- | ---- | ---- | ---- | ---- | ---- | --------- | ---------- |
| Grand Slam tournaments |      |      |      |      |      |      |      |      |      |      |      |      |      |      |      |      |           |            |
| Aberto da Austrália    | A    | A    | A    | 1R   | 4R   | SF   | SF   | F    | A    | SF   | SF   | A    | A    | 3R   | W    | SF   | 1/10      | 43–9       |
| French Open            | A    | A    | A    | 1R   | F    | 3R   | F    | A    | 4R   | SF   | A    | A    | A    | A    | 2R   | A    | 0/7       | 23–7       |
| Torneio de Wimbledon   | A    | A    | 4R1  | 2R   | QF   | 2R   | SF   | A    | 4R   | SF   | A    | A    | A    | QF   | A    | 4R   | 0/9       | 29–9       |
| US Open de tênis       | A    | A    | 3R   | 2R   | QF   | 4R   | F    | A    | W    | A    | A    | A    | W    | W    | A    | 2R   | 3/9       | 38–6       |
| Grand Slam Win-Loss    | 0–0  | 0–0  | 5–2  | 2–4  | 17–4 | 11–4 | 22–4 | 6–1  | 13–2 | 14–3 | 5–1  | 0–0  | 7–0  | 13–2 | 8–1  | 9–3  | 4 / 35    | 133–31     |
| Year-End Championship  |      |      |      |      |      |      |      |      |      |      |      |      |      |      |      |      |           |            |
| WTA Tour Championships | A    | A    | A    | QF   | SF   | W    | W    | A    | RR²  | SF³  | A    | A    | A    | W    | A    |      | 3/7       | 19–7       |

1 If ITF circuito feminino (Rápida: 10-1; Saibro: 23-4) e a Fed Cup (15-3) participações incluídas, total de  Vitórias-Derrotas vai para 413-100.